# Henry van Eeten
Hendrik (Henry) van Eeten (Utrecht, 31 december 1864 – Dürrnberg (Salzburg), 21 augustus 1924) was een Nederlandse burgemeester.

## Leven en werk
Van Eeten werd op de laatste dag van het jaar 1864 in Utrecht geboren als zoon van dr. Johannes Christoffel van Eeten en Johanna Begram. Van Eeten werd bij Koninklijk Besluit d.d. 18 juli 1900 benoemd tot burgemeester van de gemeenten Ameide en Tienhoven. Voor die tijd was hij werkzaam als gemeentesecretaris van Meerkerk. Tijdens het bijna 25-jarige burgemeesterschap van Van Eeten werd onder andere het elektriciteitsnetwerk in zijn gemeenten aangelegd. Van Eeten was eigenaar en bewoner van het landgoed Herlaer nabij Ameide. Hij stelde zijn landgoed gedeeltelijk open voor het publiek.
Van Eeten was niet alleen gemeentebestuurder, maar hij was ook actief op het terrein van de waterschappen. In 1907 werd hij benoemd tot hoofdingeland van het hoogheemraadschap van de Alblasserwaard met Arkel beneden de Zouwe. Bij Koninklijke Besluit d.d. 27 maart 1917 werd hij benoemd tot dijkgraaf van dit hoogheemraadschap. Hij was tevens voorzitter van de commissie voor Gemeene Belangen voor de Hoogheemraadschappen van de Alblasserwaard en Vijfheerenlanden. Hij hield zich onder meer bezig met het verbeteren van de bevaarbaarheid en de afwatering van de rivier de Linge.
Daarnaast vervulde Van Eeten bestuurlijke functies op diverse maatschappelijk terreinen. Hij was onder andere lid van het hoofdbestuur van Hollandsche Maatschappij van Landbouw en voorzitter van het departement Meerkerk-Ameide van de Maatschappij tot Nut van 't Algemeen.
Van Eeten overleed plotseling, nog geen zestig jaar oud, op 21 augustus 1924 tijdens een vakantiereis in Oostenrijk aan een hartverlamming.  Van Eeten werd op 30 augustus 1924 begraven in zijn geboorteplaats Utrecht.